# Lothal (Star Wars)
Ne doit pas être confondu avec le site archéologique indien de Lothal.
Astre fictif apparaissant dans
Star Wars.
Lothal est une planète fictive de Star Wars. Elle apparaît pour la première fois dans la série télévisée Star Wars Rebels.

## Contexte
L'univers de Star Wars se déroule dans une galaxie qui est le théâtre d'affrontements entre les Chevaliers Jedi et les Seigneurs noirs des Sith, personnes sensibles à la Force, un champ énergétique mystérieux leur procurant des pouvoirs parapsychiques. Les Jedi maîtrisent le Côté lumineux de la Force, pouvoir bénéfique et défensif, pour maintenir la paix dans la galaxie. Les Sith utilisent le Côté obscur, pouvoir nuisible et destructeur, pour leurs usages personnels et pour dominer la galaxie.

## Géographie

### Formes de vie
Deux espèces animales notables vivent à Lothal. 
Le loth-chat ressemble au tooka, une espèce féline qui se rencontre un peu partout dans la Galaxie. La principale différence est que le loth-chat ne se trouve qu'à Lothal. Le loth-chat chasse les petits rongeurs et peut être un trè bon chasseur. Alors que les forces impériales considèrent qu'il ne s'agit que de nuisibles, les loth-chats peuvent servir de guides spirituels,,. 
De même, le loth-loup a un puissant lien avec la Force. Il peut utiliser l'hyperespace pour parcourir Lothal.

### Habitations et technologie
Le temple Jedi de Lothal est un lieu majeur de la planète. Il permet notamment d'accéder au « monde entre les mondes », une zone très puissante dans la Force et dans laquelle l'espace et le temps convergent de façon unique.

## Histoire
L'économie de Lothal rencontre des difficultés, tandis que dans la même période émerge l'Empire galactique en remplacement de la République galactique. L'administration de Lothal se tourne donc vers cette nouvelle puissance. Cependant, une résistance à l'arrivée de l'Empire se développe à Lothal.
Par exemple, Ephraïm Bridger et Mira Bridger, parents du tout jeune Ezra, participent à des actes de résistance et transmettent des messages anti-impériaux. Ils sont arrêtés et tentent de s'évader, mais sont arrêtés.
Le grand amiral Thrawn et le gouverneur de Lothal Ahrinda Pryce installent une usine de production de TIE Defenders, un nouveau modèle de chasseurs impériaux. L'usine est ciblée par une attaque rebelle dirigée par Hera Syndulla, mais celle-ci est capturée. Lors du sauvetage d'Hera par des rebelles, Ahrinda Pryce fait exploser le dépôt de carburant de l'usine. Le Jedi Kanan Jarrus se sacrifie alors afin de permettre aux autres rebelles de survivre.
Alors que le grand amiral Thrawn est sur le point d'éliminer avec sa flotte une grande partie de la population de Lothal, il est arrêté par Ezra Bridger. Celui-ci a un plan impliquant des purrgils, des créatures qui vivent dans l'espace et peuvent voyager dans l'hyperespace. Une fois les purrgils arrivés à Lothal, ils emportent avec eux dans l'hyperespace le vaisseau à bord duquel se trouvent Thrawn et Ezra. Ce sacrifice d'Ezra permet la victoire de l'Alliance rebelle à Lothal.
Après la défaite de Thrawn et la disparition d'Ezra, la mandalorienne Sabine Wren reste à Lothal afin de protéger la population récemment libérée de l'occupation impériale.